# Kabelleger

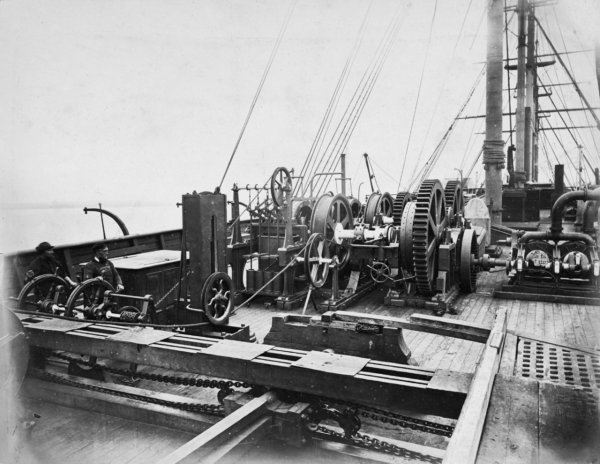
Kabellegeeinrichtung auf der Great Eastern

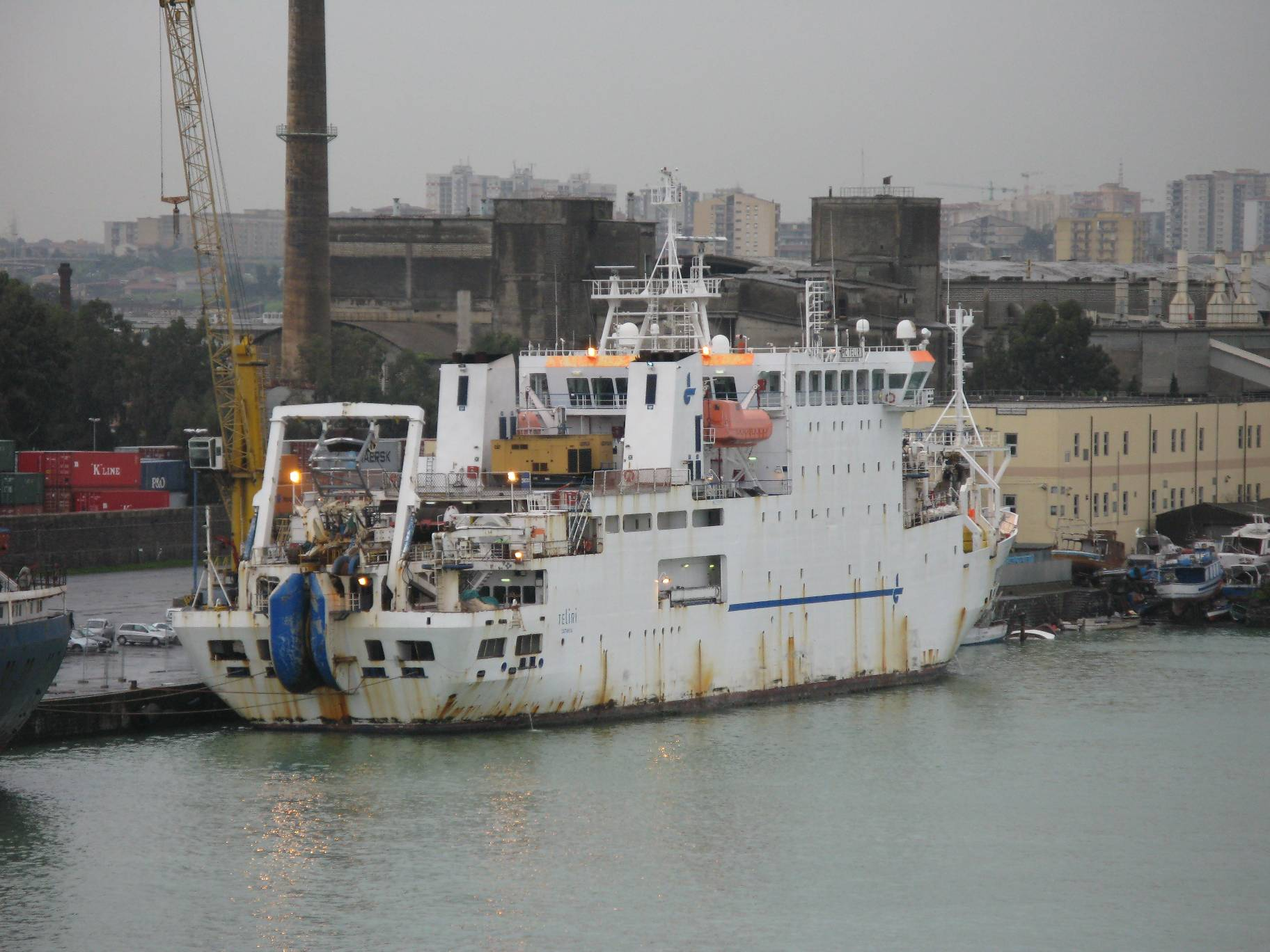
Kabelleger Teliri (Hecksicht)

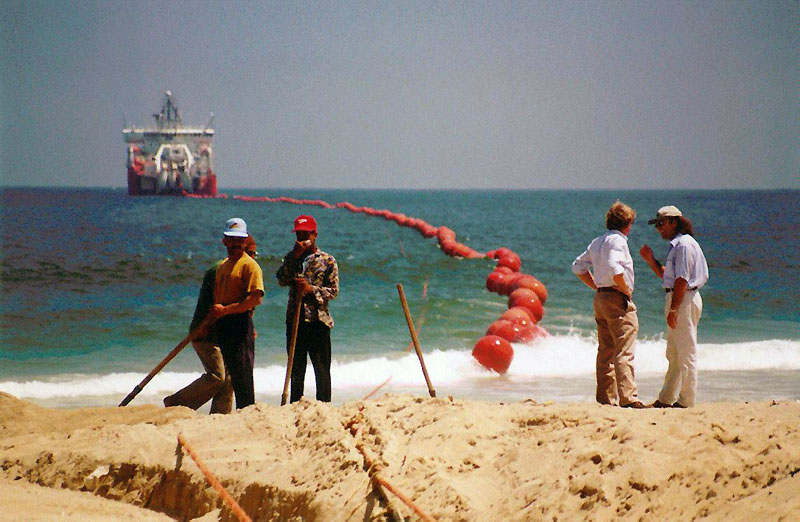
Arbeiten im Küstenbereich zum Anschluss eines Seekabels

Ein Kabelleger ist ein Arbeitsschiff, das Seekabel durch ein Gewässer verlegen kann.

## Ablauf des Legens eines Seekabels
Vor dem Einsatz des Kabellegers fahren mit Sonaranlagen zur Erkundung der Beschaffenheit des Meeresbodens ausgestattete Vermessungsschiffe in geringer Geschwindigkeit (ca. 5 km/h) eine mögliche Trasse ab. Ziel ist eine Trasse zu finden, auf der das Kabel geschützt auf dem bzw. im Meeresgrund liegen kann.
Die Verladung und Unterbringung des Kabels auf dem Schiff dauert etwa zwei Wochen. Das Kabel wird Lage für Lage und mit großer Sorgfalt auf mehrere große Kabeltrommeln im Inneren des Kabellegers gelegt (nicht gewickelt!).
Während des Einsatzes muss die Geschwindigkeit des Kabellegers genau auf die Beschaffenheit des Meeresgrundes abgestimmt sein, um das Kabel nicht zu beschädigen.
Eine komplexe Regelung stimmt die Geschwindigkeit des Schiffs über Grund (heutzutage mittels an Bord befindlichem GPS-Empfänger gemessen) und die Geschwindigkeit, mit der das Kabel von der Kabeltrommel genommen wird, aufeinander ab. Neben der Kraft, die auf das Kabel wirkt, und dem Eintauchwinkel des Kabels wird bei dieser Steuerung die Wassertiefe und das Höhenprofil der Trasse berücksichtigt.
Das vom Kabellegeschiff verlegte Seekabel wird insbesondere in Küstennähe vom nachgezogenen Kabelverlegepflug mittels Wasserjets (Wasserstrahl) in den Meeresboden eingespült. Das Seekabel ist dadurch besser vor Beschädigungen durch Anker, Schleppnetze und anderes geschützt.
- Seekabelverlegung ab der Küste (Animation)

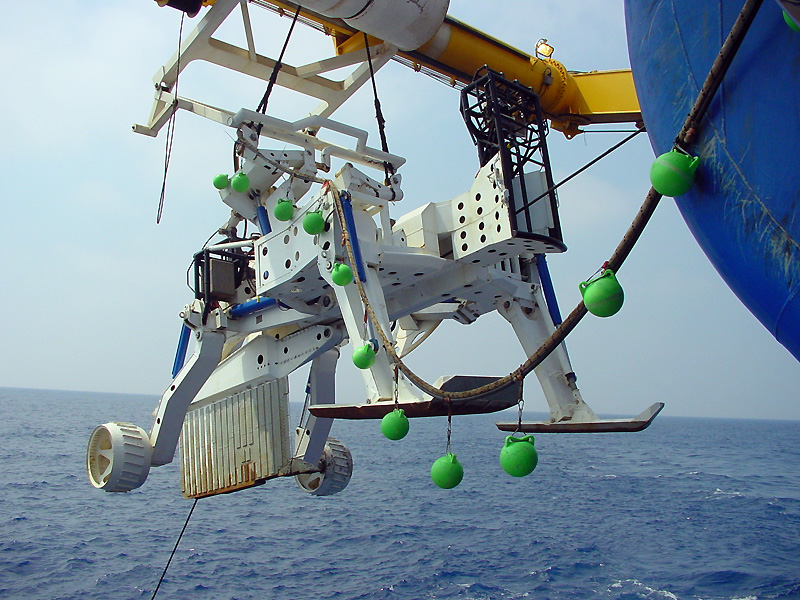
Kabelpflug für die Verlegung von Seekabeln am Meeresboden
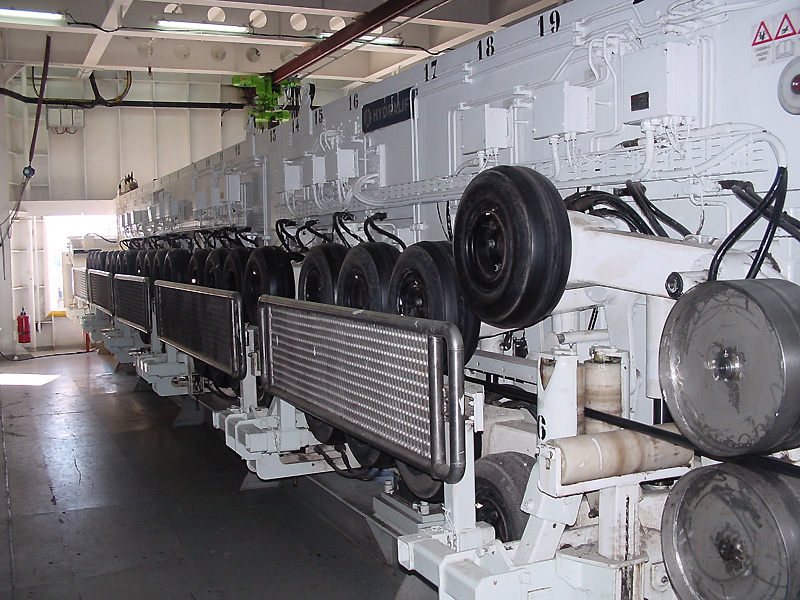
Kabelverlegemaschine an Bord der Oceanic Viking
- Reparatur eines Seekabels (Animation)

## Bedeutende Kabelleger

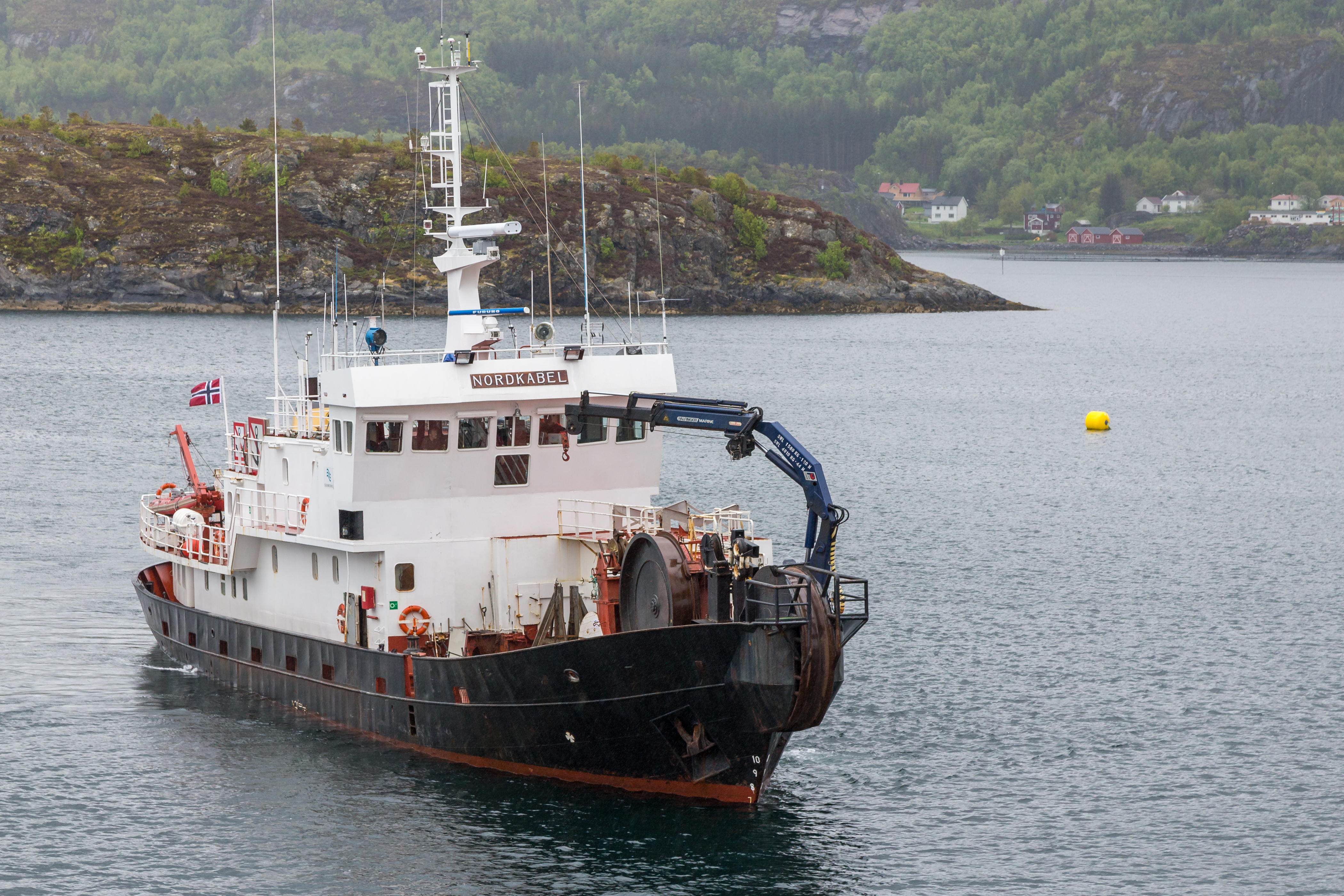
Kabelleger Nordkabel im Stokksund
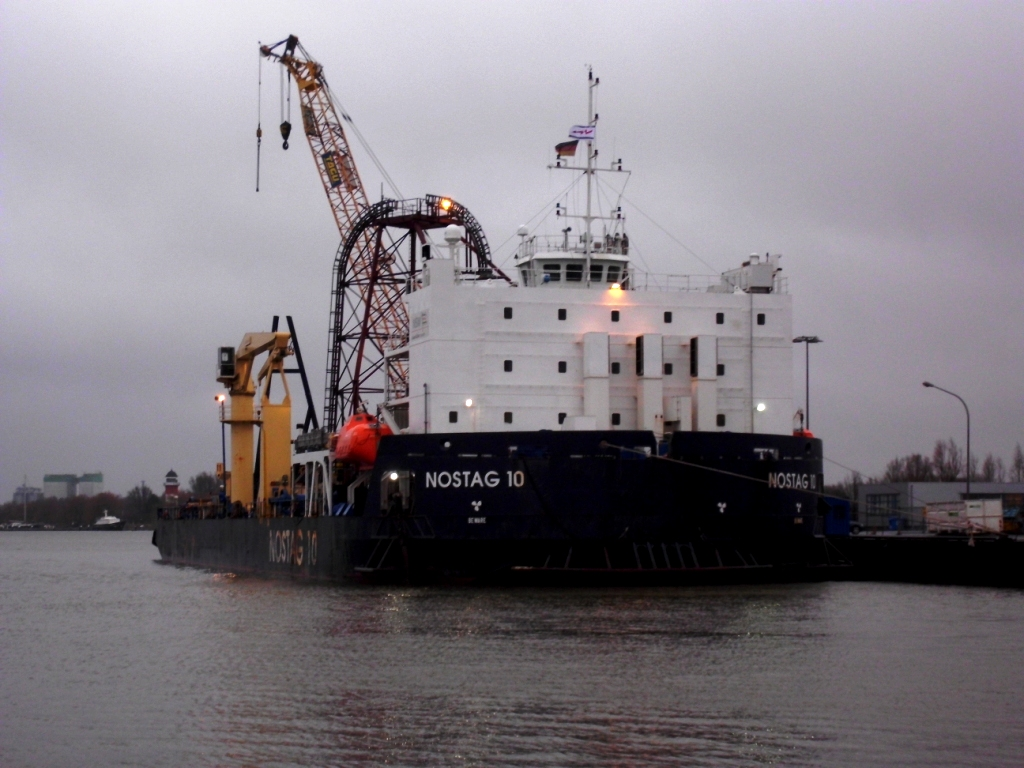
Kabelleger Nostag 10 von vorne
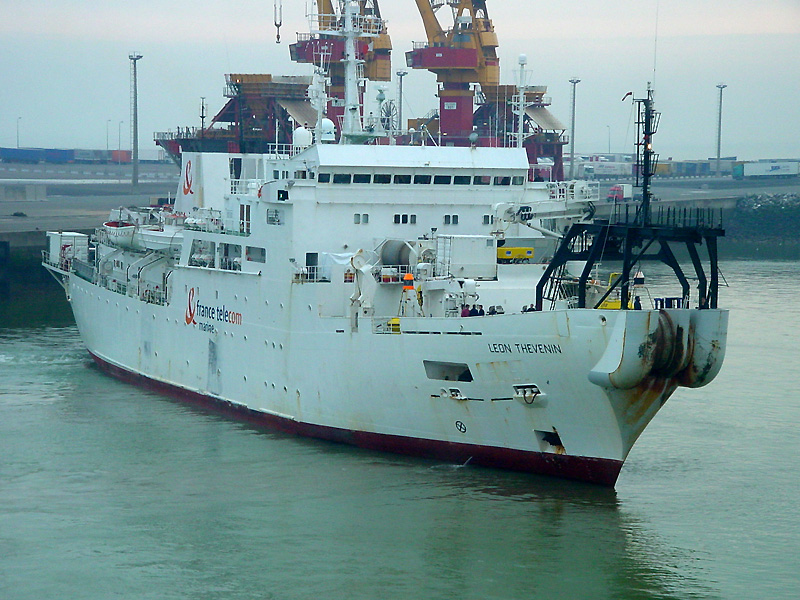
Kabelleger Léon Thévenin
Kabelleger Global Sentinel
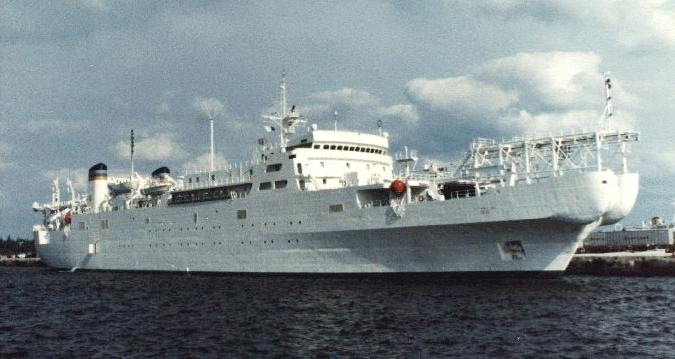
USNS Zeus
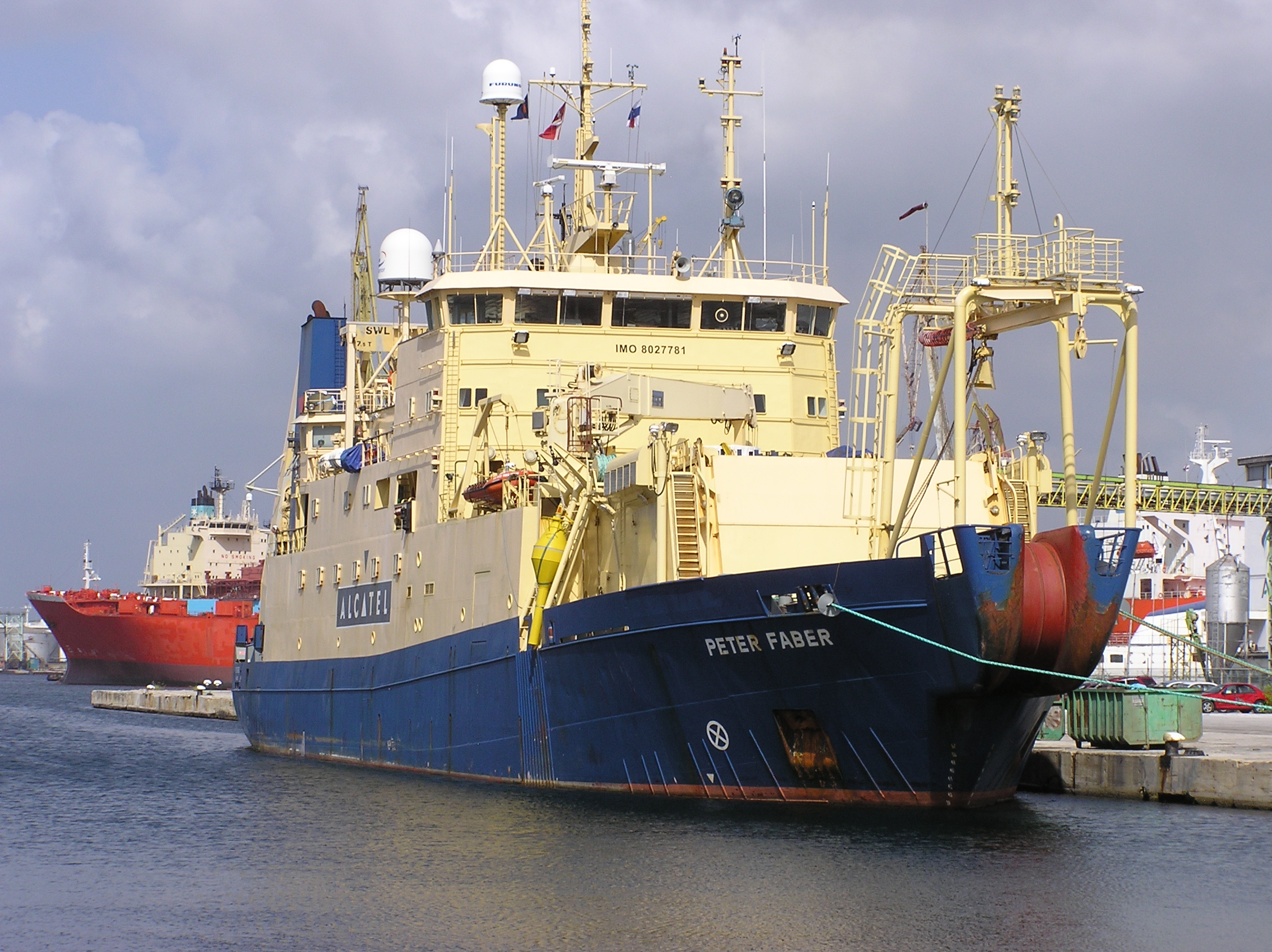
Kabelleger Peter Faber
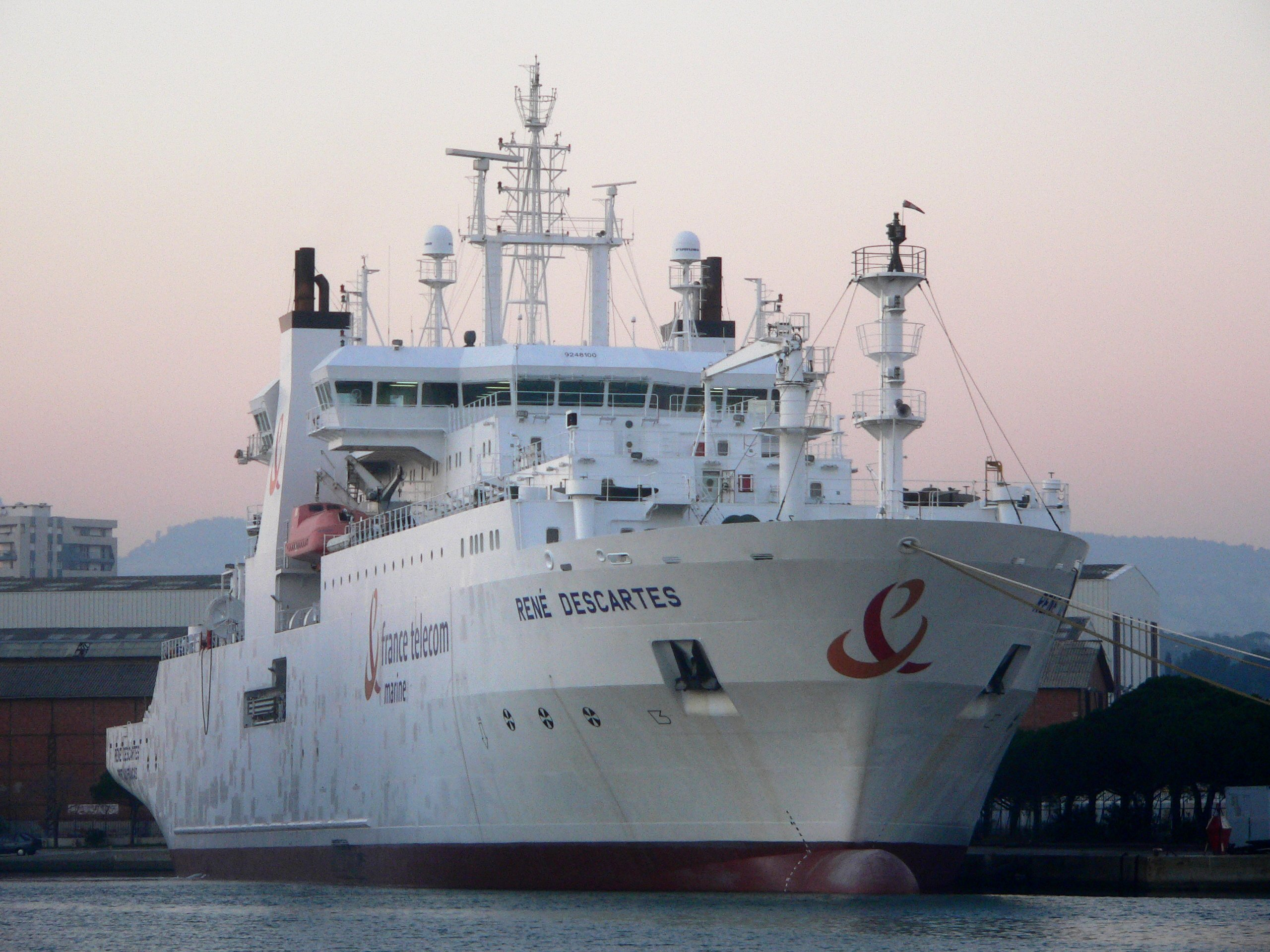
Kabelleger René Descartes
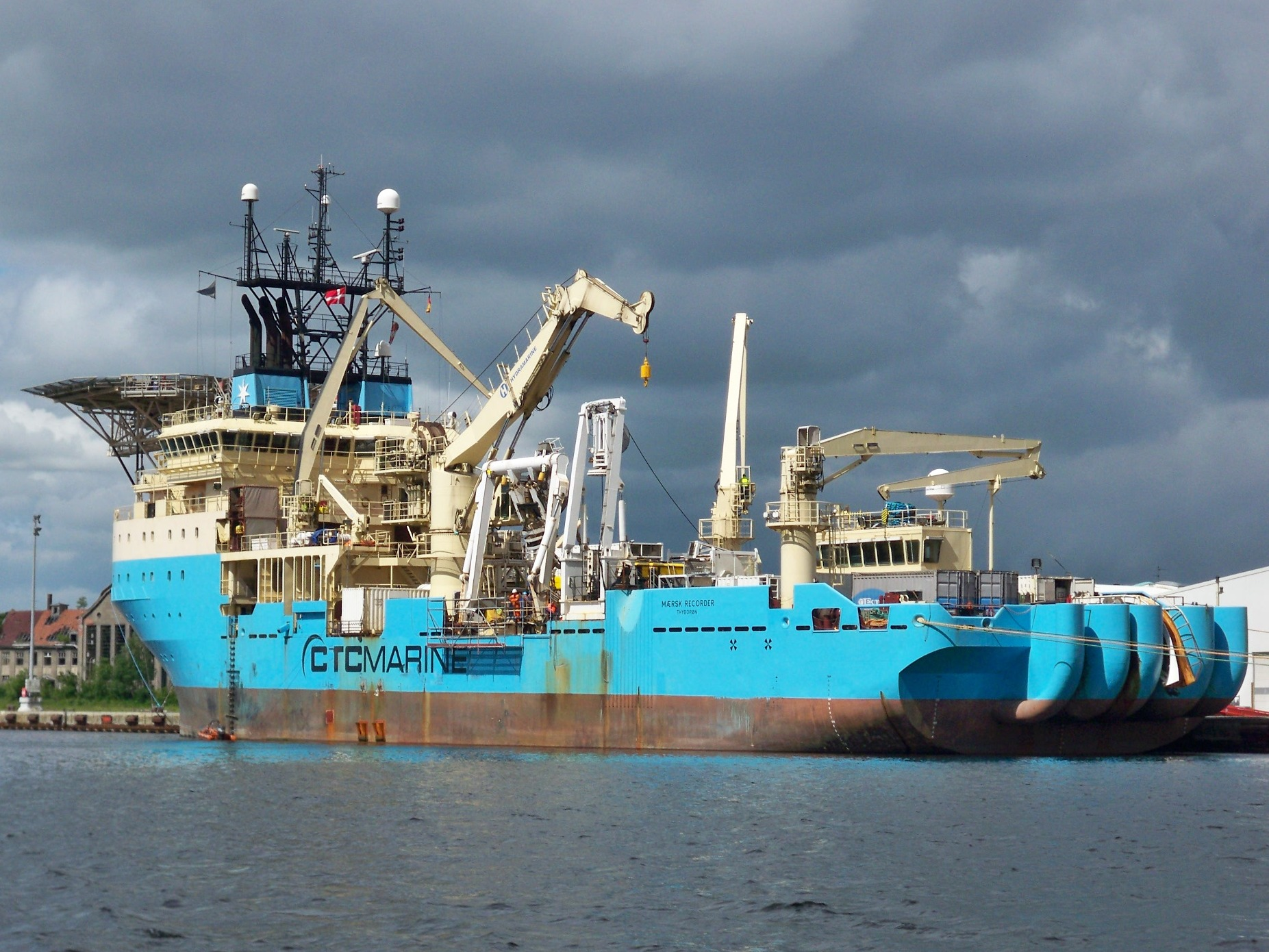
Mærsk Recorder

Einer der bekanntesten Kabelleger war die 1854 gebaute Great Eastern, ein sehr glückloses Schiff. Als Passagierdampfer sehr erfolglos, als Kabelleger nur provisorisch zu gebrauchen. Das erste als Kabelleger konzipierte und erfolgreich eingesetzte Schiff war die 1872 bei Burmeister & Wain in Kopenhagen gebaute H. C. Oerstedt der Store Nordiske Telegraph Selskab. Zwei Jahre darauf folgte die deutlich modernere Faraday. Das 1874 in Dienst gestellte Schiff vereinigte erstmals alle typischen Merkmale eines Kabellegers und prägte damit alle folgenden Entwürfe. Der erste deutsche Kabelleger war die 1899 in Schottland gebaute Von Podbielski.
Einer der größten gebauten Kabelleger ist die 1962 getaufte und der Transocean Cable Ship Company gehörende Long Lines. Sie wurde von Gibbs & Cox in New York konstruiert und bei der Schlieker-Werft in Hamburg gebaut. Sie hat zwei durchgehende Decks und zwölf wasserdichte Schotten. Am Bug sind die Kabelablaufrollen und die Bojenracks, etwas weiter hinten die beiden Bojenkrane und der Kabelmotor. Wegen der notwendigen Manövrierbarkeit ist das Schiff turboelektrisch angetrieben. Jede der Dampfturbinen treibt über ein Getriebe einen Fahrgenerator, einen Generator für die allgemeine Stromversorgung und einen für den Kabelmotor. Die elektrischen Fahrmotoren leisten bei 131/min je 2830 kW (3850 PS). In zwei Kesseln wird der Dampf mit einem Druck von 42 bar erzeugt. Das Schiff hat ein Bugstrahlruder mit einer Leistung von 750 PS. Die Long Lines kann etwa 3700 km Seekabel laden, die sie normalerweise über Heck mit 8 kn Fahrt auslegt.